# Leichtathletik-Hallenweltmeisterschaften 1995
Die 5. Leichtathletik-Hallenweltmeisterschaften fanden vom 10. bis 12. März 1995 in Barcelona im Palau Sant Jordi statt.
Es gab einen Weltrekord: Die Russin Iolanda Tschen erreichte im Dreisprung eine Weite von 15,03 m.

## Männer

### 60 m
| Platz | Athlet             | Land | Zeit (s) |
| ----- | ------------------ | ---- | -------- |
| 1     | Bruny Surin        | CAN  | 6,46     |
| 2     | Darren Braithwaite | GBR  | 6,51     |
| 3     | Robert Esmie       | CAN  | 6,55     |
| 4     | Maurice Greene     | USA  | 6,59     |
| 5     | Marc Blume         | GER  | 6,59     |
| 6     | Augustine Nketia   | NZL  | 6,63     |
| 7     | Patrik Strenius    | SWE  | 6,64     |
| 8     | Witali Sawin       | KAZ  | 6,65     |

Finale am 10. März

### 200 m
| Platz | Athlet            | Land | Zeit (s) |
| ----- | ----------------- | ---- | -------- |
| 1     | Geir Moen         | NOR  | 20,58    |
| 2     | Troy Douglas      | BER  | 20,94    |
| 3     | Sebastián Keitel  | CHI  | 20,98    |
| 4     | Donovan Bailey    | CAN  | 21,08    |
| 5     | Serhij Ossowytsch | UKR  | DNS      |
| 6     | John Regis        | GBR  | DNS      |

Finale am 11. März

### 400 m
| Platz | Athlet         | Land | Zeit (s) |
| ----- | -------------- | ---- | -------- |
| 1     | Darnell Hall   | USA  | 46,17    |
| 2     | Sunday Bada    | NGR  | 46,38    |
| 3     | Michail Wdowin | RUS  | 46,65    |
| 4     | Carlos Silva   | POR  | 46,87    |
| 5     | Shon Ju-il     | KOR  | 46,90    |
| 6     | Calvin Davis   | USA  | 47,19    |

Finale am 12. März

### 800 m
| Platz | Athlet             | Land | Zeit (min) |
| ----- | ------------------ | ---- | ---------- |
| 1     | Clive Terrelonge   | JAM  | 1:47,30    |
| 2     | Benson Koech       | KEN  | 1:47,51    |
| 3     | Pavel Soukup       | CZE  | 1:47,74    |
| 4     | Tor Øivind Ødegård | NOR  | 1:48,34    |
| 5     | Mahjoub Haïda      | MAR  | 1:48,63    |
| 6     | Joseph Tengelei    | KEN  | 1:49,22    |

Finale am 12. März

### 1500 m
| Platz | Athlet                 | Land | Zeit (min) |
| ----- | ---------------------- | ---- | ---------- |
| 1     | Hicham El Guerrouj     | MAR  | 3:44,54    |
| 2     | Mateo Cañellas         | ESP  | 3:44,85    |
| 3     | Erik Nedeau            | USA  | 3:44,91    |
| 4     | Niall Bruton           | IRL  | 3:45,05    |
| 5     | Wjatscheslaw Schabunin | RUS  | 3:45,40    |
| 6     | Fermín Cacho           | ESP  | 3:45,46    |
| 7     | Rüdiger Stenzel        | GER  | 3:45,64    |
| 8     | Dominique Löser        | GER  | 3:46,09    |

Finale am 11. März

### 3000 m
| Platz | Athlet            | Land | Zeit (min) |
| ----- | ----------------- | ---- | ---------- |
| 1     | Gennaro Di Napoli | ITA  | 7:50,89    |
| 2     | Anacleto Jiménez  | ESP  | 7:50,98    |
| 3     | Brahim Jabbour    | MAR  | 7:51,42    |
| 4     | Mohamed Suleiman  | QAT  | 7:51,73    |
| 5     | John Mayock       | GBR  | 7:51,86    |
| 6     | Reuben Reina      | USA  | 7:53,86    |
| 7     | Shaun Creighton   | AUS  | 7:54,46    |
| 8     | Isaac Viciosa     | ESP  | 8:01,00    |

Finale am 12. März

### 60 m Hürden
| Platz | Athlet           | Land | Zeit (s) |
| ----- | ---------------- | ---- | -------- |
| 1     | Allen Johnson    | USA  | 7,39     |
| 2     | Courtney Hawkins | USA  | 7,41     |
| 3     | Tony Jarrett     | GBR  | 7,42     |
| 4     | Mark McKoy       | AUT  | 7,46     |
| 5     | Emilio Valle     | CUB  | 7,67     |
| 6     | Antti Haapakoski | FIN  | 7,70     |
| 7     | Frank Busemann   | GER  | 7,70     |
| 8     | Kyle Vander-Kuyp | AUS  | 7,73     |

Finale am 12. März

### 4 × 400 m Staffel
| Platz | Land                   | Athleten                                                  | Zeit (min) |
| ----- | ---------------------- | --------------------------------------------------------- | ---------- |
| 1     | Vereinigte Staaten     | Rod Tolbert Calvin Davis Tod Long Frankie Atwater         | 3:07,37    |
| 2     | Italien                | Fabio Grossi Andrea Nuti Roberto Mazzoleni Ashraf Saber   | 3:09,12    |
| 3     | Japan                  | Masayoshi Kan Seiji Inagaki Tomonari Ono Hiroyuki Hayashi | 3:09,73    |
| 4     | Vereinigtes Königreich | Guy Bullock Paul Slythe Mark Hylton Allyn Condon          | 3:10,89    |

### Hochsprung
| Platz | Athlet             | Land | Höhe (m) |
| ----- | ------------------ | ---- | -------- |
| 1     | Javier Sotomayor   | CUB  | 2,38     |
| 2     | Lambros Papakostas | GRE  | 2,35     |
| 3     | Tony Barton        | USA  | 2,32     |
| 4     | Steinar Hoen       | NOR  | 2,32     |
| 5     | Ralf Sonn          | GER  | 2,28     |
| 6     | Stevan Zorić       | YUG  | 2,28     |
| 7     | Steve Smith        | USA  | 2,28     |
| 8     | Dalton Grant       | GBR  | 2,28     |
| 8     | Ettore Ceresoli    | ITA  | 2,28     |

Finale am 12. März

### Stabhochsprung
| Platz | Athlet            | Land | Höhe (m) |
| ----- | ----------------- | ---- | -------- |
| 1     | Serhij Bubka      | UKR  | 5,90     |
| 2     | Igor Potapowitsch | KAZ  | 5,80     |
| 3     | Okkert Brits      | RSA  | 5,75     |
| 3     | Andrei Tivontchik | GER  | 5,75     |
| 5     | Nick Hysong       | USA  | 5,70     |
| 5     | José Manuel Arcos | ESP  | 5,70     |
| 7     | Javier García     | ESP  | 5,60     |
| 7     | Maxim Tarassow    | RUS  | 5,60     |

Finale am 11. März

### Weitsprung
| Platz | Athlet            | Land | Weite (m) |
| ----- | ----------------- | ---- | --------- |
| 1     | Iván Pedroso      | CUB  | 8,51      |
| 2     | Mattias Sunneborn | SWE  | 8,20      |
| 3     | Erick Walder      | USA  | 8,14      |
| 4     | Joe Greene        | USA  | 8,12      |
| 5     | Bogdan Tudor      | ROU  | 8,11      |
| 6     | Milan Gombala     | CZE  | 7,95      |
| 7     | Erik Nys          | BEL  | 7,88      |
| 8     | Huang Geng        | CHN  | 7,83      |

Finale am 11. März

### Dreisprung
| Platz | Athlet           | Land | Weite (m) |
| ----- | ---------------- | ---- | --------- |
| 1     | Brian Wellman    | BER  | 17,72     |
| 2     | Yoelbi Quesada   | CUB  | 17,62     |
| 3     | Serge Hélan      | FRA  | 17,06     |
| 4     | Lars Hedman      | SWE  | 16,86     |
| 5     | Arne Holm        | SWE  | 16,81     |
| 6     | LaMark Carter    | USA  | 16,80     |
| 7     | Francis Agyepong | GBR  | 16,74     |
| 8     | Garfield Anselm  | FRA  | 16,51     |

Finale am 12. März

### Kugelstoßen
| Platz | Athlet             | Land | Weite (m) |
| ----- | ------------------ | ---- | --------- |
| 1     | Mika Halvari       | FIN  | 20,74     |
| 2     | Cottrell J. Hunter | USA  | 20,58     |
| 3     | Dragan Perić       | YUG  | 20,36     |
| 4     | Manuel Martínez    | ESP  | 19,97     |
| 5     | Jurij Bilonoh      | UKR  | 19,74     |
| 6     | Pétur Guðmundsson  | ISL  | 19,67     |
| 7     | Paolo Dal Soglio   | ITA  | 19,44     |
| 8     | Oliver Dück        | GER  | 19,24     |

Finale am 10. März

### Siebenkampf
| Platz | Athlet            | Land | Punkte |
| ----- | ----------------- | ---- | ------ |
| 1     | Christian Plaziat | FRA  | 6246   |
| 2     | Tomáš Dvořák      | CZE  | 6169   |
| 3     | Henrik Dagård     | SWE  | 6142   |
| 4     | Ricky Barker      | USA  | 6120   |
| 5     | Alex Kruger       | GBR  | 5978   |
| 6     | Antonio Peñalver  | ESP  | 5939   |
| 7     | Erki Nool         | EST  | 5887   |
| 8     | Sébastien Levicq  | FRA  | 5870   |

11. und 12. März
Der Siebenkampf bestand aus 60-Meter-Lauf, Weitsprung, Kugelstoßen, Hochsprung, 60-Meter-Hürdenlauf, Stabhochsprung und 1000-Meter-Lauf.

## Frauen

### 60 m
| Platz | Athletin          | Land | Zeit (s) |
| ----- | ----------------- | ---- | -------- |
| 1     | Merlene Ottey     | JAM  | 6,97     |
| 2     | Melanie Paschke   | GER  | 7,10     |
| 3     | Carlette Guidry   | USA  | 7,11     |
| 4     | Liliana Allen     | CUB  | 7,13     |
| 5     | Beverly McDonald  | JAM  | 7,16     |
| 6     | Nelli Cooman      | NED  | 7,17     |
| 7     | Chryste Gaines    | USA  | 7,22     |
| 8     | Lalao Ravaonirina | MAD  | 7,28     |

Finale am 10. März

### 200 m
| Platz | Athletin           | Land | Zeit (s) |
| ----- | ------------------ | ---- | -------- |
| 1     | Melinda Gainsford  | AUS  | 22,64    |
| 2     | Pauline Davis      | BAH  | 22,68    |
| 3     | Natalja Woronowa   | RUS  | 23,01    |
| 4     | Silke Lichtenhagen | GER  | 23,23    |
| 5     | Slatka Georgiewa   | BUL  | 23,36    |
| 6     | Juliet Cuthbert    | JAM  | 23,43    |

Finale am 10. März

### 400 m
| Platz | Athletin           | Land | Zeit (s) |
| ----- | ------------------ | ---- | -------- |
| 1     | Irina Priwalowa    | RUS  | 50,23    |
| 2     | Sandie Richards    | JAM  | 51,38    |
| 3     | Daniela Georgiewa  | BUL  | 51,78    |
| 4     | Deon Hemmings      | JAM  | 52,01    |
| 5     | Jearl Miles        | USA  | 52,01    |
| 6     | Marie-Louise Bévis | FRA  | 53,27    |

Finale am 12. März

### 800 m
| Platz | Athletin               | Land | Zeit (min) |
| ----- | ---------------------- | ---- | ---------- |
| 1     | Maria de Lurdes Mutola | MOZ  | 1:57,62    |
| 2     | Jelena Afanassjewa     | RUS  | 1:59,79    |
| 3     | Letitia Vriesde        | SUR  | 2:00,36    |
| 4     | Irina Samorokowa       | RUS  | 2:00,43    |
| 5     | Stella Jongmans        | NED  | 2:01,14    |
| 6     | Inez Turner            | JAM  | 2:02,00    |

Finale am 12. März

### 1500 m
| Platz | Athletin            | Land | Zeit (min) |
| ----- | ------------------- | ---- | ---------- |
| 1     | Regina Jacobs       | USA  | 4:12,61    |
| 2     | Carla Sacramento    | POR  | 4:13,02    |
| 3     | Maite Zúñiga        | ESP  | 4:16,63    |
| 4     | Kristen Seabury     | USA  | 4:16,77    |
| 5     | Yvonne van der Kolk | NED  | 4:17,00    |
| 6     | Paula Schnurr       | CAN  | 4:19,26    |
| 7     | Lynn Gibson         | GBR  | 4:20,85    |
| 8     | Carmen Arrúa        | ARG  | 4:31,15    |

Finale am 12. März
Die drittplatzierte Russin Ljubow Kremljowa (4:13,19 min) und die viertplatzierte Rumänin Violeta Beclea (4:16,32 min) wurden nachträglich disqualifiziert, weil einen Monat zuvor vorgenommene Dopingtests positiv ausfielen.

### 3000 m
| Platz | Athletin               | Land | Zeit (min) |
| ----- | ---------------------- | ---- | ---------- |
| 1     | Gabriela Szabo         | ROU  | 8:54,50    |
| 2     | Lynn Jennings          | USA  | 8:55,23    |
| 3     | Joan Nesbit            | USA  | 8:56,08    |
| 4     | Elisa Rea              | ITA  | 8:56,21    |
| 5     | Lidija Wassilewskaja   | RUS  | 8:58,28    |
| 6     | Marta Domínguez        | ESP  | 9:01,79    |
| 7     | Zahra Ouaziz           | MAR  | 9:03,84    |
| 8     | Annette Sergent-Palluy | FRA  | 9:04,03    |

Finale am 11. März

### 60 m Hürden
| Platz | Athletin          | Land | Zeit (s) |
| ----- | ----------------- | ---- | -------- |
| 1     | Aliuska López     | CUB  | 7,92     |
| 2     | Olga Schischigina | KAZ  | 7,92     |
| 3     | Brigita Bukovec   | SLO  | 7,93     |
| 4     | Monique Tourret   | FRA  | 7,98     |
| 5     | Jacqui Agyepong   | GBR  | 8,01     |
| 6     | Cheryl Dickey     | USA  | 8,19     |
| 7     | Michelle Freeman  | JAM  | 8,21     |
|       | Patricia Girard   | FRA  | DNF      |

Finale am 12. März

### 4 × 400 m Staffel
| Platz | Land                   | Athletinnen                                                                  | Zeit (min) |
| ----- | ---------------------- | ---------------------------------------------------------------------------- | ---------- |
| 1     | Russland               | Tatjana Tschebykina Jelena Rusina Jekaterina Kulikowa Swetlana Gontscharenko | 3:29,29    |
| 2     | Tschechien             | Naděžda Koštovalová Helena Dziurová Hana Benešová Ludmila Formanová          | 3:30,27    |
| 3     | Vereinigte Staaten     | Nelrae Pasha Tanya Dooley Kim Graham Flirtisha Harris                        | 3:31,43    |
| 4     | Vereinigtes Königreich | Melanie Neef Susan Earnshaw Allison Curbishley Stephanie McCann              | 3:35,39    |
| 5     | Volksrepublik China    | Lu Xifang Ma Yuqin Cao Chunying Zhang Hengyun                                | 3:39,76    |

Finale am 12. März

### Hochsprung
| Platz | Athletin             | Land | Höhe (m) |
| ----- | -------------------- | ---- | -------- |
| 1     | Alina Astafei        | GER  | 2,01     |
| 2     | Britta Bilač         | SLO  | 1,99     |
| 3     | Heike Henkel         | GER  | 1,99     |
| 4     | Tatjana Motkowa      | RUS  | 1,96     |
| 5     | Jelena Guljajewa     | RUS  | 1,96     |
| 6     | Tazzjana Scheutschyk | BLR  | 1,96     |
| 7     | Tisha Waller         | USA  | 1,93     |
| 8     | Sigrid Kirchmann     | AUT  | 1,93     |

Finale am 11. März

### Weitsprung
| Platz | Athletin             | Land | Weite (m) |
| ----- | -------------------- | ---- | --------- |
| 1     | Ljudmila Galkina     | RUS  | 6,95      |
| 2     | Irina Muschailowa    | RUS  | 6,90      |
| 3     | Susen Tiedtke-Greene | GER  | 6,90      |
| 4     | Nicole Boegman       | AUS  | 6,81      |
| 5     | Renata Nielsen       | DEN  | 6,77      |
| 6     | Claudia Gerhardt     | GER  | 6,65      |
| 7     | Yao Weili            | CHN  | 6,57      |
| 8     | Marieta Ilcu         | ROU  | 6,52      |

Finale am 12. März

### Dreisprung
| Platz | Athletin         | Land | Weite (m) |
| ----- | ---------------- | ---- | --------- |
| 1     | Iolanda Tschen   | RUS  | 15,03 WR  |
| 2     | Iwa Prandschewa  | BUL  | 14,71     |
| 3     | Ren Ruiping      | CHN  | 14,37     |
| 4     | Šárka Kašpárková | CZE  | 14,25     |
| 5     | Marija Sokowa    | RUS  | 14,22     |
| 6     | Niurka Montalvo  | CUB  | 14,04     |
| 7     | Olena Howorowa   | UKR  | 14,04     |
| 8     | Sheila Hudson    | USA  | 13,88     |

Finale am 11. März

### Kugelstoßen
| Platz | Athletin              | Land | Weite (m) |
| ----- | --------------------- | ---- | --------- |
| 1     | Kathrin Neimke        | GER  | 19,40     |
| 2     | Connie Price-Smith    | USA  | 19,12     |
| 3     | Grit Hammer           | GER  | 19,02     |
| 4     | Zhang Liuhong         | CHN  | 18,84     |
| 5     | Sui Xinmei            | CHN  | 18,81     |
| 6     | Walentyna Fedjuschyna | UKR  | 18,48     |
| 7     | Mihaela Oana          | ROU  | 18,07     |
| 8     | Judy Oakes            | GBR  | 17,77     |

Finale am 11. März
Die Russin Larissa Peleschenko belegte mit 19,93 m den ersten Platz, wurde aber disqualifiziert, als sich eine im Vorfeld abgenommene Dopingprobe als positiv erwies.

### Fünfkampf
| Platz | Athletin             | Land | Punkte |
| ----- | -------------------- | ---- | ------ |
| 1     | Swetlana Moskalez    | RUS  | 4834   |
| 2     | Kym Carter           | USA  | 4632   |
| 3     | Irina Tjuchai        | RUS  | 4622   |
| 4     | Swjatlana Buraha     | BLR  | 4466   |
| 5     | Liliana Năstase      | ROU  | 4447   |
| 6     | Mona Steigauf        | GER  | 4445   |
| 7     | Anzhela Atroshchenko | BLR  | 4441   |
| 8     | Sharon Jaklofsky     | NED  | 4434   |

10. März
Der Fünfkampf bestand aus 60-Meter-Hürdenlauf, Hochsprung, Kugelstoßen, Weitsprung und 800-Meter-Lauf.

## Erklärungen
- WR: Weltrekord

## Medaillenspiegel
| Medaillenspiegel |                        |      |        |        |        |
| Platz            | Land                   | Gold | Silber | Bronze | Gesamt |
| 1                | Russland               | 5    | 2      | 3      | 10     |
| 2                | Vereinigte Staaten     | 4    | 5      | 6      | 15     |
| 3                | Kuba                   | 3    | 1      | –      | 4      |
| 4                | Deutschland            | 2    | 1      | 4      | 7      |
| 5                | Jamaika                | 2    | 1      | –      | 3      |
| 6                | Bermuda                | 1    | 1      | –      | 2      |
|                  | Italien                | 1    | 1      | –      | 2      |
| 8                | Kanada                 | 1    | –      | 1      | 2      |
|                  | Frankreich             | 1    | –      | 1      | 2      |
|                  | Marokko                | 1    | –      | 1      | 2      |
| 11               | Australien             | 1    | –      | –      | 1      |
|                  | Finnland               | 1    | –      | –      | 1      |
|                  | Mosambik               | 1    | –      | –      | 1      |
|                  | Norwegen               | 1    | –      | –      | 1      |
|                  | Rumänien               | 1    | –      | –      | 1      |
|                  | Ukraine                | 1    | –      | –      | 1      |
| 17               | Tschechien             | –    | 2      | 1      | 3      |
|                  | Spanien                | –    | 2      | 1      | 3      |
| 19               | Kasachstan             | –    | 2      | –      | 2      |
| 20               | Bulgarien              | –    | 1      | 1      | 2      |
|                  | Slowenien              | –    | 1      | 1      | 2      |
|                  | Schweden               | –    | 1      | 1      | 2      |
|                  | Vereinigtes Königreich | –    | 1      | 1      | 2      |
| 24               | Bahamas                | –    | 1      | –      | 1      |
|                  | Griechenland           | –    | 1      | –      | 1      |
|                  | Kenia                  | –    | 1      | –      | 1      |
|                  | Nigeria                | –    | 1      | –      | 1      |
|                  | Portugal               | –    | 1      | –      | 1      |
| 29               | Chile                  | –    | –      | 1      | 1      |
|                  | Volksrepublik China    | –    | –      | 1      | 1      |
|                  | Japan                  | –    | –      | 1      | 1      |
|                  | Südafrika              | –    | –      | 1      | 1      |
|                  | BR Jugoslawien         | –    | –      | 1      | 1      |
|                  | Suriname               | –    | –      | 1      | 1      |